# Charles Jacquot
Pour les articles homonymes, voir Jacquot.
Charles Victor Jacquot, né le 22 septembre 1862 à La Bourgonce (Vosges) et mort le 22 juin 1922 à Bonn, est un général de division français dont le nom est associé à la Première Guerre mondiale.

## Biographie
Charles Jacquot est né à La Bourgonce (Vosges) le 22 septembre 1862. Il est le fils de Charles Joseph Jacquot, cultivateur et de son épouse Marie-Anne Guidat, sans profession.
En 1882 il entre à Saint-Cyr. En 1884 il est sous-lieutenant au 2e bataillon de chasseurs à pied. Il entre en 1890 à l’École supérieure de Guerre où il apprend les tactiques et stratégies militaires. En 1893 il est nommé capitaine au  138e régiment d'Infanterie. Il est chef d'escadron à partir de 1899.
Franc-maçon, il participe par ses renseignements à l'établissement de nombreuses fiches sur les orientations politiques et religieuses des autres officiers de l'armée pour le cabinet du ministre de la Guerre, le général André ; de ces renseigments viendrait sa promotion - apparemment rapide - en tant que lieutenant-colonel durant cette période.
En 1910, il reçoit le commandement du Prytanée militaire de la Flèche.
Il se marie en 1892 avec Marie Renée Roger. Née à Nantes en 1869, celle-ci est la fille de Théophile Roger et de Marie Mathilde Cécile Pommereuil, deux propriétaires aisés et de bonne réputation. Ensemble, ils donnent naissance à une fille prénommée Marcelle en 1894. Un an après la mort du général Jacquot, en 1923, Marie Renée se remariera avec Henri Hannedouche à Charenton. Elle décédera en 1939 et sera inhumée dans le caveau de famille à Pont-Saint-Martin.
Au moment de l'entrée en guerre Charles Jacquot est colonel du 107e régiment d'infanterie. Il se distingue rapidement à deux reprises : le 22 août 1914 à Harifontaine (Belgique), puis le 28 août lorsqu'il brise une attaque allemande. L'efficacité de Charles Jacquot est encore remarquée pendant la bataille de la Marne. Le 27 octobre 1914 il est promu général de brigade sur le champ de bataille et le 6 novembre 1914 il est placé à la tête de la 6e division d'infanterie qu'il conduit pendant la bataille de l'Artois et avec laquelle il enlève la crête de Vimy le 27 septembre 1915 malgré la blessure reçue deux jours plus tôt. En effet, le 25 septembre 1915, dans un poste d'observation, il est blessé à l'épaule droite par la même balle qui venait de frapper son chef d'état-major, mais refuse néanmoins de quitter son poste. Cela lui vaut une deuxième citation à l'ordre de l'armée en novembre 1915.
En avril 1916 Charles Jacquot commande un corps d'armée et le 22 juin de la même année il est promu général de division. À la tête du  35e corps d'armée, il participe à la bataille de la Somme de juillet à septembre. En 1917 il occupe le Chemin des Dames. Le 9 juin 1918 ses unités arrêtent l'offensive allemande de Courcelles-Ayencourt. Le 19 juillet 1918 il est nommé commandeur de la Légion d'honneur. Le général Jacquot reprend le Chemin des Dames et entre à Rocroi le 11 novembre 1918.
On lui confie le commandement du  21e corps d'armée à Épinal, puis, en janvier 1922, le  33e corps d'armée du Rhin en occupation en Allemagne. 
Charles Jacquot meurt à Bonn le 22 juin 1922, des suites des intoxications par les gaz subies à Verdun en 1916. Il est inhumé dans le caveau de famille à Pont-Saint-Martin.

## Décorations

### Décorations françaises
|  |  |  |
|  |  |  |

### Intitulés
- Légion d'honneur : commandeur (19/07/18),
- Croix de Guerre 1914-1918
- Médaille interalliée 1914-1918
- Médaille commémorative de la guerre 1914-1918